# Marie-Laure Picat
Marie-Laure Picat (1972 - 2009 à Puiseaux) est une écrivaine française connue pour avoir, avant de décéder d'un cancer, recherché dans sa ville de résidence une famille d'accueil pour ses enfants, leur évitant de voir leur environnement recomposé après sa mort. Elle a raconté son histoire dans un livre, Le courage d'une mère, adapté en un téléfilm diffusé en 2016 sur TF1.

## Biographie
Marie-Laure Picat naît en 1972. En avril 2008, elle est diagnostiquée pour un cancer généralisé. Séparée de son mari, chauffeur-livreur, depuis juin 2008, elle recherche à Puiseaux une famille d'accueil pour éviter à ses quatre enfants, alors âgés de 2 à 11 ans, le risque d'être séparés et éloignés de leur bassin de vie. Cette famille trouvée, elle doit se battre contre l'administration pour que l'agrément dont celle-ci dispose, prévu pour 3 enfants, soit étendu à quatre. Les enfants intègrent leur nouveau foyer en février 2009.
En mars 2009, elle publie Le courage d'une mère, livre autobiographique racontant son parcours depuis son cancer. Un téléfilm, Après moi le bonheur diffusé sur TF1 le 7 mars 2016, en sera adapté. Il est réalisé par Nicolas Cuche, Alexandra Lamy y jouant le rôle principal, mais sera critiqué par des proches. L’argent produit par son livre ainsi que par le téléfilm reviendront à ses enfants.
Le 25 avril 2009, l'émission "Accès Privé" sur M6 éclaire son parcours. Elle peut y démentir les rumeurs sur sa popularité acquise en médiatisant son histoire. D'après l'émission, une grande partie de son village ainsi que des internautes insultaient et diffamaient la jeune femme.
Elle meurt le 9 août 2009, en ayant pu assister à l'anniversaire des 12 ans de sa fille Julie l'ainée de la fratrie.